# 2009年バーレーングランプリ
2009年バーレーングランプリは、2009年F1世界選手権第4戦として、2009年4月26日にバーレーン・インターナショナル・サーキットで開催される。正式名称は2009 FORMULA 1 Gulf Air Bahrain Grand Prix。

## 開催前
このレースから新たにフォース・インディアがダブルディフューザーを搭載した。

## 予選

### 展開
気温38℃、路面温度51℃、湿度13%の条件下で予選がスタート

#### Q1
バーレーングランプリから新しいパーツを投入したフォース・インディアのジャンカルロ・フィジケラが先頭でアタックに入る。砂漠の中のサーキットのためにコースが汚れているために時間が経過するほどタイムがどんどん上がってくる。残り2分半でトヨタのヤルノ・トゥルーリが全車を通じて初めて1分32秒台にをマークする。その後残り時間がなくなると同時にレッドブルのセバスチャン・ベッテルがトップタイムをマークしQ1が終了。チームメイトのマーク・ウェバーは他のマシンにアタックを妨害され、19番手でQ1敗退。その他、フォース・インディアの2台とトロ・ロッソの2台がQ1敗退となった。

#### Q2
気温38℃、路面温度50℃、湿度13%
マクラーレンのヘイキ・コバライネンを先頭に各車ソフト側のタイヤでアタックに入る。残り8分半でベッテルが1分32秒474でトップに出る。その後トップタイムが更新されず、Q2が終了。コバライネン、ウィリアムズの中嶋一貴、ルノーのネルソン・ピケ、BMWザウバーの2台がQ2敗退となった。

#### Q3
気温38℃、路面温度51℃、湿度14%
トヨタのティモ・グロックがまずターゲットタイムをマークする。そのタイムをチームメイトのトゥルーリが上回り、トヨタのワンツー体制となる。残り20秒でブラウンGPのジェンソン・バトンが一時トップに出るが、直後にグロッグが再びトップに出る。更にそのタイムをチームメイトのトゥルーリが上回り、ポールポジションを獲得。トヨタは3度目、トゥルーリは2005年アメリカグランプリ以来、4度目のポールポジション獲得。また、トヨタはチーム史上初のフロントロー独占となった。

### 結果
| 順位 | No | 名前                     | チーム                         | Q1       | Q2       | Q3       | グリッド | 重量    |
| ---- | -- | ------------------------ | ------------------------------ | -------- | -------- | -------- | -------- | ------- |
| 1    | 9  | ヤルノ・トゥルーリ       | トヨタ                         | 1'32.799 | 1'32.671 | 1'33.431 | 1        | 648.5kg |
| 2    | 10 | ティモ・グロック         | トヨタ                         | 1'33.165 | 1'32.613 | 1'33.712 | 2        | 643.0kg |
| 3    | 15 | セバスチャン・ベッテル   | レッドブル・ルノー             | 1'32.680 | 1'32.474 | 1'34.015 | 3        | 659.0kg |
| 4    | 22 | ジェンソン・バトン       | ブラウン・メルセデス           | 1'32.978 | 1'32.842 | 1'34.044 | 4        | 652.5kg |
| 5    | 1  | ルイス・ハミルトン       | マクラーレン・メルセデス       | 1'32.851 | 1'32.877 | 1'34.196 | 5        | 652.5kg |
| 6    | 23 | ルーベンス・バリチェロ   | ブラウン・メルセデス           | 1'33.116 | 1'32.842 | 1'34.239 | 6        | 649.0kg |
| 7    | 7  | フェルナンド・アロンソ   | ルノー                         | 1'33.627 | 1'32.860 | 1'34.578 | 7        | 650.5kg |
| 8    | 3  | フェリペ・マッサ         | フェラーリ                     | 1'33.297 | 1'33.014 | 1'34.818 | 8        | 664.5kg |
| 9    | 16 | ニコ・ロズベルグ         | ウィリアムズ・トヨタ           | 1'33.672 | 1'33.166 | 1'35.134 | 9        | 670.5kg |
| 10   | 4  | キミ・ライコネン         | フェラーリ                     | 1'33.117 | 1'32.827 | 1'35.380 | 10       | 671.5kg |
| 11   | 2  | ヘイッキコバライネン     | マクラーレン・メルセデス       | 1'33.479 | 1'33.242 |          | 11       | 678.5kg |
| 12   | 17 | 中嶋一貴                 | ウィリアムズ・トヨタ           | 1'33.221 | 1'33.348 | 12       | 680.9kg  |         |
| 13   | 5  | ロバート・クビサ         | BMWザウバー                    | 1'33.495 | 1'33.487 | 13       | 698.6kg  |         |
| 14   | 6  | ニック・ハイドフェルド   | BMWザウバー                    | 1'33.377 | 1'33.562 | 14       | 696.3kg  |         |
| 15   | 8  | ネルソン・ピケ           | ルノー                         | 1'33.608 | 1'33.941 | 15       | 677.6kg  |         |
| 16   | 20 | エイドリアン・スーティル | フォースインディア・メルセデス | 1'33.722 |          | 19       | 679.0kg  |         |
| 17   | 12 | セバスチャン・ブエミ     | トロ・ロッソ・フェラーリ       | 1'33.753 | 16       | 678.5kg  |          |         |
| 18   | 21 | ジャンカルロ・フィジケラ | フォースインディア・メルセデス | 1'33.910 | 17       | 652.0kg  |          |         |
| 19   | 14 | マーク・ウェバー         | レッドブル・ルノー             | 1'34.038 | 18       | 656.0kg  |          |         |
| 20   | 11 | セバスチャン・ブルデー   | トロ・ロッソ・フェラーリ       | 1'34.159 | 20       | 667.5kg  |          |         |

- No.20は予選中にNo.14の走行を妨害したとして3グリッド降格

## 決勝
フォース・インディアのエイドリアン・スーティルが昨日の予選でウェバーのアタックを妨害したとして3グリッド降格のペナルティを受けた。

### 展開
タイヤはコバライネン、ハイドフェルド以外は全車ソフト側のタイヤを選択。
2番手スタートのグロックがチームメイトのトゥルーリをかわしてトップに立つ。5番手スタートのハミルトンは3番手まで順位を上げ、更にKERSにより一時2番手まで上がるが、4コーナーで膨らんでしまいトゥルーリにインからかわされる。2周目の1コーナーでバトンがハミルトンをオーバーテイク。燃料の軽いトヨタの2台はワンツー体勢のまま3番手以下との差を広げていく。後方では接触の影響によりBMWのロバート・クビサと中嶋がピットイン。更に次の周回でBMWのニック・ハイドフェルドとフェラーリのフェリペ・マッサがピットイン。予選で19番手に沈んだウェバーは11番手まで順位を上げてくる。トヨタの2台はファステストラップを更新しながら3番手バトンとの差を広げていく。そして11周目にトップのグロックがピットイン。次の周回でチームメイトのトゥルーリがピットイン。トヨタは2台ともハード側のタイヤに履き替え、燃料を多く積み、変則2ストップ作戦をとる。
ブラウンGPは14周目にバリチェロ、15周目にバトンがピットイン。同じ周回でハミルトンもピットイン。この3台はソフト側のタイヤでコースに戻る。このピットストップでバトンはトヨタの2台をかわすことに成功する。グロックは更にハミルトンにもかわされる。16周目にアロンソ、19周目にベッテルがピットイン。ベッテルはここでハミルトンの前に出る。21周目にライコネンがピットイン。
第2スティントではトヨタのみが上位勢のなかでハード側のタイヤをはいているために、トヨタの2台はペースが上がらない。26周目にバリチェロがピットイン。バリチェロは3ストップ作戦にでる。ハード側のタイヤを履いていたグロックはタイムが上がらないために、33周目で早めにピットに入り、ソフト側のタイヤに履き替えてコースに戻る。トップのバトンは17番手のマッサまでを順調に周回遅れにし、37周目にピットイン。同じ周回でトゥルーリ、ハミルトンもピットイン。これで見かけ上トップにたったベッテルが順調にペースを上げ、40周目にピットイン。トゥルーリの前に出て実質2番手となる。
2番手を走行していたライコネンが44周目にピットイン。ハードタイヤに履き替えてコースに戻るが、グロックに先を行かれてしまう。しかしライコネンは3コーナーのたちあがりでKERSによりグロックを抜き返す。47周目にバリチェロがピットイン。ライコネンの前5番手でコースに復帰。ここで全車ピットストップを終え、ここまでリタイヤしたマシンは0。
しかし48周目にウィリアムズの中嶋がリタイヤ。その後は順位変動がなくバトンが今期3勝目。2位にベッテルが入った。予選でフロントロー独占したトヨタはタイヤ戦略に失敗し、トゥルーリが3位、グロックが7位と決勝レースで沈んだ。フェラーリはライコネンが6位に入り、チームとしては史上ワーストの開幕4戦ノーポイントはなんとか逃れた。

### 結果
| 順位 | 車番 | ドライバー               | チーム                         | 周回 | タイム/リタイア | グリッド | ポイント |
| ---- | ---- | ------------------------ | ------------------------------ | ---- | --------------- | -------- | -------- |
| 1    | 22   | ジェンソン・バトン       | ブラウン・メルセデス           | 57   | 1:31'48.182     | 4        | 10       |
| 2    | 15   | セバスチャン・ベッテル   | レッドブル・ルノー             | 57   | +7.187          | 3        | 8        |
| 3    | 9    | ヤルノ・トゥルーリ       | トヨタ                         | 57   | +9.170          | 1        | 6        |
| 4    | 1    | ルイス・ハミルトン       | マクラーレン・メルセデス       | 57   | +22.096         | 5        | 5        |
| 5    | 23   | ルーベンス・バリチェロ   | ブラウン・メルセデス           | 57   | +37.779         | 6        | 4        |
| 6    | 4    | キミ・ライコネン         | フェラーリ                     | 57   | +42.057         | 10       | 3        |
| 7    | 10   | ティモ・グロック         | トヨタ                         | 57   | +42.880         | 2        | 2        |
| 8    | 7    | フェルナンド・アロンソ   | ルノー                         | 57   | +52.775         | 7        | 1        |
| 9    | 16   | ニコ・ロズベルグ         | ウィリアムズ・トヨタ           | 57   | +58.198         | 9        |          |
| 10   | 8    | ネルソン・ピケ           | ルノー                         | 57   | +1'05.149       | 15       |          |
| 11   | 14   | マーク・ウェバー         | レッドブル・ルノー             | 57   | +1'07.641       | 18       |          |
| 12   | 2    | ヘイッキ・コバライネン   | マクラーレン・メルセデス       | 57   | +1'17.824       | 11       |          |
| 13   | 11   | セバスチャン・ブルデー   | トロ・ロッソ・フェラーリ       | 57   | +1'18.805       | 20       |          |
| 14   | 3    | フェリペ・マッサ         | フェラーリ                     | 56   | +1 Lap          | 8        |          |
| 15   | 21   | ジャンカルロ・フィジケラ | フォースインディア・メルセデス | 56   | +1 Lap          | 17       |          |
| 16   | 20   | エイドリアン・スーティル | フォースインディア・メルセデス | 56   | +1 Lap          | 19       |          |
| 17   | 12   | セバスチャン・ブエミ     | トロ・ロッソ・フェラーリ       | 56   | +1 Lap          | 16       |          |
| 18   | 5    | ロバート・クビサ         | BMWザウバー                    | 56   | +1 Lap          | 13       |          |
| 19   | 6    | ニック・ハイドフェルド   | BMWザウバー                    | 56   | +1 Lap          | 14       |          |
| Ret  | 17   | 中嶋一貴                 | ウィリアムズ・トヨタ           | 48   | 油圧系          | 12       |          |